# Олусога, Дэвид
Дэвид Олусога (David Adetayo Olusoga; * январь 1970, Лагос) — британский историк и телеведущий нигерийского происхождения. Профессор публичной истории в Манчестерском университете (с 2019), почетный член Британской академии (2022). Ведущий и режиссер документальных фильмов.
Кавалер ордена Британской империи (2019). Согласно FT, он является одним из самых известных и признанных историков Великобритании. Лауреат премии BAFTA. Входит в список 100 самых влиятельных чернокожих британцев в 2019—2021 годах (8-е место в 2021 году) по версии Powerlist.

## Биография и творчество
В возрасте пяти лет переехал в Великобританию вместе с белокожей матерью-британкой, а его отец был чернокожим нигерийцем.
Рос в Тайнсайде. Высказывался, что считает себя культурно принадлежащим к рабочему классу.
Вспоминал, что будучи подростком, он захотел стать историком, наблюдая [на телевидении] за Майклом Вудом.
Учился в Ливерпульском университете, окончил его в 1994 со степенью бакалавра с отличием, изучал историю рабства. Затем поступил в аспирантуру по телерадиожурналистике в Университете Тринити в Лидсе.
В конце 1990-х дебютировал в телеиндустрии. Креативный директор Uplands Television Limited, независимой продюсерской компании в Бристоле.
Знаком многим по известным историческим телесериалам, таким как «Цивилизации» (художественный, BBC 2, 2018, вел с его с Саймоном Шамой и Мэри Бирд), исследовавшим контакты, торговлю, взаимодействие, империю и расу, «Черные и британцы: забытая история» (BBC 2, 2016, по мотивам собственной книги) и «Дом сквозь время» (BBC 2, 2018 — н. вр.; являлся второй по популярности исторической программой BBC). Его телесериал «Забытые рабовладельцы Британии» (BBC 2, 2015) получил премию BAFTA. В 2020 году он взял интервью у Барака Обамы для выпуска «Барак Обама беседует с Дэвидом Олусогой», где обсуждался первый том мемуаров Обамы.
Член Королевского литературного общества (2019), Королевского общества искусств и Королевского исторического общества.
В декабре 2021 года награжден Президентской медалью Британской академии, самой престижной наградой данной организации. Удостоен медали Нортона Медликотта «За заслуги перед историей». Живет в Бристоле, есть дочь.
Согласно Pan Macmillan, он автор нескольких новаторских книг по истории, в том числе изданий, специально написанных для детей.
Автор семи книг.
Автор книги «Мировая война» (Head of Zeus, 2014) — ставшей «Книгой года о Первой мировой войне» (в 2015, первой подобной), соавтор книги «Холокост кайзера: забытый геноцид Германии и колониальные корни нацизма» (Faber & Faber 2010, с Каспером Эриксеном). Также соавтор Оксфордского справочника по истории чернокожих британцев. В сентябре 2024 года выпустил книгу «Черная история на каждый день года» {Рец.}. Обозреватель Observer, пишет также для Guardian и BBC History Magazine, New Statesman и Voice. В настоящее время пишет новую историю рабства «5000 лет рабства».